# Warhammer 40,000: Dawn of War — Winter Assault
Warhammer 40,000: Dawn of War - Winter Assault (укр. Warhammer 40 000: Світанок війни — Зимовий штурм) — перше доповнення до відеогри Warhammer 40,000: Dawn of War, видане через рік після оригінальної гри, 23 вересня 2005 року. Розробником і видавцем, як і оригінальної гри, виступали відповідно Relic Entertainment та THQ.
Доповнення вимагає наявності Warhammer 40,000: Dawn of War і не є сюжетним продовженням попередньої гри. Натомість воно додає окрему кампанію за нову фракцію — Імперську Гвардію, та низку нововведень для інших фракцій.

## Ігровий процес

### Основи
Геймплеєм гра не відрізняється від попередньої частини, за винятком того, що було покращено баланс і додано нові юніти. Так зазнала змін у бік зменшення кількість вдосконалень озброєння техніки. З'явилися обмеження на кількість найсильніших бойових одиниць. Наприклад, Космодесант тепер може мати тільки один танк Рейдер Ленда. Космодесант отримав героя Капелана, Космодесант Хаосу — Берсеркерів Корна. Елдари — Вогненних драконів, орки — Мегаброньованих нобів.
До гри було додано велику кількість нових карт для багатокористувацького режиму та нові фракції: Імперська Гвардія і некрони (лише як противники).

### Нові ігрові раси
Імперська гвардія — основні військові сили Імперіуму, звичайні люди, підтримувані технікою, а також визнаними корисними мутантами. З'являлася в оригінальній Dawn of War як неграбельна раса, що фігурує в сюжеті. На додаток до численної піхоти, гвардія покладається на техніку більше, ніж інших раси. В кампанії представлена 412-м Кадіанським полком. Герой — генерал Стурн.
Війська: Техножрець, Гвардійці, Комісар, Священик, Псайкер, Каскріни; Генерал; «Химера», «Вартовий», «Пекельний гончак», «Василіск», Танк «Леман Расс», Танк «Отруєне лезо».

## Сюжет
Льодяну планету Імперіуму Лорн 5 захопили сили Хаосу, а саме Космодесантники легіону Пожирачів Світів. Лорд Крулл, голова сил Хаосу на планеті, веде війну проти орків боса Горгуца, які також висадилися там. Скоро прибуває третя сила — Імперська Гвардія. Ціллю гвардійців під командуванням генерала Стурна є захоплення й ремонт бойової машини, Титана класу «Імператор», залишеного при відступі сил Імперіуму. Титаном прагне заволодіти й лорд Крулл, який чомусь не знав, що на території, яку він завоював, є така цінна техніка. Останніми прибувають елдари на чолі з Тальдірою. Елдари єдині знають, що під поверхнею планети розміщені гробниці некронів, які прокинуться, будучи потривоженими війною на поверхні.
Гра має дві кампанії — за «Хаос» (Космічний десант Хаосу і орки) та «Порядок» (елдари і Імперська Гвардія).

## Кампанії

### Кампанія Хаосу
У кампанії за сили Хаосу гравець керує силами орків і Комодесантників Хаосу. Зустрівши нових ворогів, вони тимчасово співпрацюють і знищують сили Гвардії та елдарів; Стурн і Тальдіра гинуть.
Відтак між союзниками знову спалахує ворожнеча; гравець може обрати одну з двох сторін і повести її до Титана. Якщо гравець обирає орків, то вони не використовують Титана, оскільки Горгуц не вважає його цінним, розгромлюють Хаос і некронів. Якщо гравець обере Хаос, то на Горгуца нападуть його ж війська, обурені поразкою. Крулл захоплює Титана, перемагає некронів і влаштовує величезне жертвоприношення богу крові Кхорну.

### Кампанія Порядку
Гвардія зачищає залишену цитадель Імперіуму від сил Хаосу и рятує ремонтну команду, яка повинна відновити Титана. До генерала Стурна приєднується капелан Комодесантників ордену Ультрамаринів Варнас, який охороняв команду, коли їхній транспорт опинився на ворожій території.
Елдари непомітно допомагають у війні проти Хаосу й орків, але в результаті видають свою присутність. Тальдіра укладає угоду зі Стурном, насправді ж хоче використати Гвардію як гарматне м'ясо. Своєю чергою Стурн упевнений, що нові союзники зрадять його при першій нагоді, але погоджується.
Союз развалюється, коли основні сили Гвардії та елдарів прибувають до Титана. Захищеного психічним щитом, його охороняють гвардійці, які чекають на прибуття ремонтної команди, але туди поспішають сили Хаосу й орків. Гравець може обрати Гвардію, або елдарів.
Якщо гравець обирає елдарів, то Тальдіра пробивається до Титана; гвардійці залишаються назовні й громлять сили Хаосу. З використанням артефакту «Камінь душ» і силової установки Титана, елдари знищують некронів і покидають планету. Титан вибухає через перевантаження реакторів і вже не може бути відновлений.
Якщо гравець обирає Гвардію, Стурн і Варнас безперешкодно пробираються через виставлений навколо Титана щит. Орки й Пожирачі Світів розбивають залишених за щитом елдарів. Коли некрони пробуджуються, Гвардія використовує зброю Титана й знищує їх. Здобувши перемогу, сили Імперіуму залишаються на планеті, щоб добити залишки ворожих сил, а також захистити Титан до повного відновлення, яке вже йде повним ходом.

### Канонічне закінчення
Ні в грі, ні в продовженнях серії Dawn of War жоден з фіналів не був оголошений канонічним напряму. Але в доповненні Dark Crusade були дані певні відомості щодо завершення війни на планеті:
- Лорд Крулл зазнав поразки і був убитий, його череп відтоді зберігається як трофей у Горгуца.
- Тальдіра вижила на Лорні 5, зрадила Стурна, але потрапила в полон до Кривавих Воронів на Кронусі.
- Горгуц втік з планети, рятуючись від неназваної армії.
- Некронів було переможено

На основі цих відомостей вважається, що канонічним є фінал кампанії за Порядок, який завершився перемогою над некронами. Оскільки всі сторони конфлікту були сконцентровані на Титані, удари невідомої армії, яка змусила Горгуца втекти, могли відбутися лише після перемоги над некронами. У випадку перемоги елдарів вони відразу покинули планету, позаяк досягли мети, і вибули з війни. В заключному ролику Імперської гвардії генерал Стурн прямо говорить про залишки спротиву орків, які він найближчим часом знищить, тому канонічною залишається перемога Гвардії.

## Оцінки й відгуки
Доповнення здобуло схвалення критиків, зібравши середню оцінку 85/100 на агрегаторі Metacritic.
GameSpy відзначалося, що доповнення не настільки масштабне й амбітне, як оригінальна гра, та менш цілісне. Разом з тим воно виправляє найбільші недоліки Dawn of War і збагачує ігровий процес новими тактиками. Впровадження Імперської гвардії здобуло схвалення з огляду на її геймплейні характеристики, проте критикувався невиразний дизайн цієї фракції.
GameSpot дуже прихильно відгукнулися про Winter Assault, пишучи, що доповнення надає передусім глибини багатокористувацькій грі, а Імперська гвардія легша для опанування новачками, ніж наявні раніше фракції. Це стосувалося не тільки ігрових механік, а й дизайну з претензією на реалістичність. Також було високо оцінено музику та озвучення.
Eurogamer також дотримувалися думки, що доповнення передусім орієнтоване на багатокористувацьку гру, надаючи тактичної глибини. Сюжетні кампанії отримали похвалу за можливість зіграти за обидві протиборчі сили, втім, зазначалося, що в них слабкий потенціал до реграбельності.